# NGC 1003
Az NGC 1003 spirálgalaxis a Perseus csillagképben, 36 millió fényévre a Tejútrendszertől és 624 km/s sebességgel távolodik galaxisunktól. Az objektumot William Herschel fedezte fel 1784. október 6-án és az NGC 1023 galaxiscsoport része.
1937-ben F. Zwicky felfedezte a galaxisban az Ia típusú SN 1937D szupernóvát.